# Haroldius cambeforti
Haroldius cambeforti là một loài bọ cánh cứng trong họ Bọ hung (Scarabaeidae).